# Chatime
Chatime (tiếng Trung: 日出茶太; Hán-Việt: Nhật Xuất Trà Thái) là một chuỗi tiệm trà nhượng quyền toàn cầu của Đài Loan. Chatime là thương hiệu quán trà lớn mạnh nhất trên thế giới. Việc mở rộng chi nhánh và mô hình tăng trưởng đều thông qua hình thức nhượng quyền kinh doanh. Nó điều hành hơn 2500 cửa hàng tại 38 quốc gia. Năm 2006, Chatime mở cửa hàng đầu tiên bên ngoài Đài Loan, tại tiểu bang Ca-li-phoóc-ni-a (Hoa Kỳ) và từ đó mở rộng phạm vi tới Trung Quốc, Ma-lai-xi-a, Ca-na-đa, In-đô-nê-xi-a, Phi-líp-pin, Campuchia, Thái Lan, Úc, Niu Di-lân, Ấn Độ, CTVQ Ả Rập Thống nhất, Nhật Bản, Hàn Quốc, Việt Nam và nhiều nước khác.
Chatime vinh dự là nhãn hàng kinh doanh ăn uống Đài Loan đầu tiên nhận được giải "Thương hiệu của năm" tại Lễ trao giải Thương hiệu Thế giới (World Branding Awards) năm 2014.
Công ty mẹ là Công ty Trách nhiệm hữu hạn Quốc tế La Kaffa (六角國際集團, tức Tập đoàn Quốc tế Lục Giác) đã niêm yết trên Sàn chứng khoán Hưng Quỹ (興櫃市場) vào tháng 12 năm 2012 với giá 168 Đài tệ trên mỗi cổ phiếu. Họ kỳ vọng sẽ được niêm yết giá trên Sàn giao dịch chứng khoán Quỹ Đài của Đài Loan vào nửa cuối năm 2013. Đây là công ty kinh doanh trà sữa được niêm yết công khai duy nhất tại Đài Loan.

## Các cửa hàng
Cho đến năm 2018, Chatime đã có mặt tại 38 quốc gia và vùng lãnh thổ.
| Châu Mỹ                                      | Châu Âu                                      | Khu vực Trung Đông                                              | Châu Phi    | Châu Á | Châu Đại Dương                    |
| -------------------------------------------- | -------------------------------------------- | --------------------------------------------------------------- | ----------- | --- | --------------------------------- |
| - Ca-na-đa - Hoa Kỳ - Mê-hi-cô - Cô-lôm-bi-a | - Vương quốc Anh - Pháp - Đức - Cộng hòa Séc | - Các Tiểu vương quốc Ả Rập Thống nhất - Ô-man - Cô-oét - Ca-ta | - Mauritius | - Băng-la-đét - Bru-nây - Campuchia - Trung Quốc - Hồng Kông - Ấn Độ - In-đô-nê-xi-a - Nhật Bản - Ma Cao - Ma-lai-xi-a - Man-đi-vơ - Mi-an-ma - Pa-ki-xtan - Phi-líp-pin - Xinh-ga-po - Hàn Quốc - Đài Loan - Thái Lan - Việt Nam | - Úc - Goam - Niu Di-lân - Phi-gi |
|                                              |                                              |                                                                 |             | - Băng-la-đét - Bru-nây - Campuchia - Trung Quốc - Hồng Kông - Ấn Độ - In-đô-nê-xi-a - Nhật Bản - Ma Cao - Ma-lai-xi-a - Man-đi-vơ - Mi-an-ma - Pa-ki-xtan - Phi-líp-pin - Xinh-ga-po - Hàn Quốc - Đài Loan - Thái Lan - Việt Nam |                                   |

## Đại sứ thương hiệu

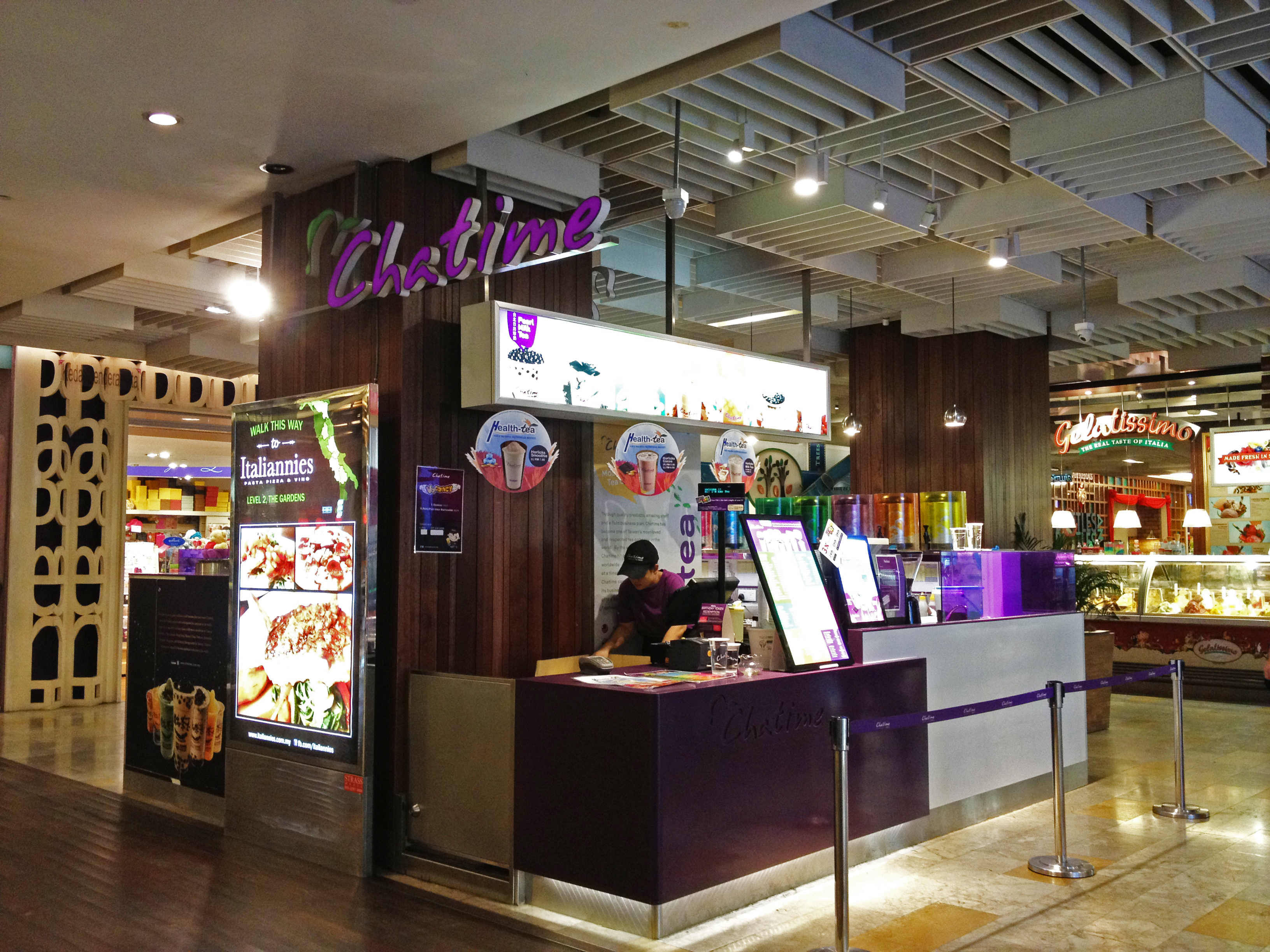
Quán trà sữa Chatime tại một trung tâm thương mại

Năm 2012, Chatime công bố rằng nữ diễn viên Đài Loan thắng giải là Lâm Y Thần sẽ đảm nhiệm cương vị đại sứ thương hiệu của hãng.
Năm tiếp theo, hãng này tuyên bố Crystal Lee đã từng là "người bạn Chatime" đầu tiên của nhà cung cấp trà lối sống này. Tuyên bố trên được đăng tải ngay sau khi cô Lee trở thành nữ diễn viên trẻ nhất từng thắng giải Nữ diễn viên xuất sắc nhất tại Liên hoan phim quốc tế Thượng Hải lần thứ 16.